# Gonia nana
Gonia nana là một loài ruồi trong họ Tachinidae.